# Ле Аје ди Формињано (Форли-Чезена)
Ле Аје ди Формињано (итал. Le Aie di Formignano) је насеље у Италији у округу Форли-Чезена, региону Емилија-Ромања.
Према процени из 2011. у насељу је живело 33 становника. Насеље се налази на надморској висини од 296 м.